# Scott King
Scott King (ur. 1 marca 1969 w Fern Park na Florydzie) – amerykański model. W latach 1997–2001 uznawany był za jednego z najlepszych męskich modeli na świecie, pojawiając się bez koszulki na okładkach magazynów mody amerykańskich, angielskich, niemieckich i włoskich. 
W latach 1983-87 uczęszczał do Lyman High School w Longwood, gdzie był częścią drużyny futbolu amerykańskiego na linii obrony (defensive line). 
W latach 1991-94 pojawił się w kampanii Calvina Kleina Escape. 
Pracował z takimi fotografami jak Herb Ritts i Bruce Weber, wystąpił w reklamach i magazynach takich jak Valentino, Macy's, Gianni Versace, Levi Strauss & Co., International Male, amfAR (The Foundation for AIDS Research), Chanel, Revlon, Gillette, Men’s Health, Neiman Marcus, GQ, Harper’s Bazaar i Esquire. W 1996 roku wiele jego zdjęć opublikowano w książce Male Super Models: The Men of Boss Models wraz z m.in. z kolegą po fachu Johnem Enosem III. 
Po kilku wyjazdach do Australii, zamieszkał na Florydzie w Fern Park, w pobliżu Orlando, gdzie dorastał i gdzie ukończył studia na wydziale biologii w szkole wieczorowej. Podjął pracę jako strażak i ratownik medyczny.